# Las Piñas

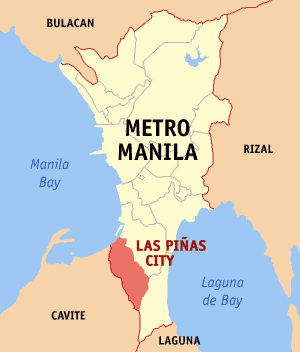
Las Piñas' läge i Metro Manila.

Las Piñas (officiellt City of Las Piñas) är en stad på ön Luzon i Filippinerna. Den ligger i Metro Manila och har 532 330 invånare (2007).
Staden är indelad i 20 smådistrikt, barangayer, varav samtliga är klassificerade som tätortsdistrikt.
I San Jose Church i Las Piñas finns världens enda orgel av bambu, byggd 1816-1824.

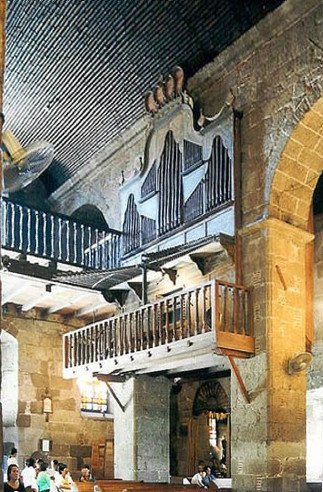
orgel av bambu